# Telčice
Telčice so razloženo naselje v Občini Sevnica, na meji z Občino Škocjan. Stojijo na sredi Krškega gričevja leži na vzhodnem pobočju griča Brežnik, na nadmorski višini 255 metrov.
Kraj je dostopen po cesti iz Škocjana, speljani ob Dolskem potoku, in po slabši poti iz Telč. Zahodno od naselja je gozdnata dolina in nad njo grič Gradec. Okolica je dokaj zakrasela. Na prisojnem pobočju Zavoda je zaselek Pijana Gora z vinogradi, zidanicami in počitniškimi hišicami. Samostojno naselje so od leta 1953, prej so bile Telčice del Telč. 
Imajo 58 prebivalcev. Ljudje se ukvarjajo večinoma s kmetijstvom, veliko je vinogradov, nekateri prebivalci pa hodijo v službo v druge kraje. V Telčicah ni javnih ustanov.